# Estatuto provisional de 1815
El  Estatuto provisional de 1815 fue un instrumento legal cuyo nombre completo era 
Estatuto provisional para Dirección y Administración del Estado, que fue aprobado el 5 de mayo de 1815 por la Junta de Observación para regir en forma provisional en las Provincias que habían integrado el Virreinato del Río de la Plata  hasta que se reuniera un Congreso General.
El Estatuto, que reemplazaba al Estatuto del Supremo Poder Ejecutivo que había sido aprobado en 1813, no recibió el apoyo mayoritario de las provincias.

## Contenido
El estatuto tenía un capítulo sobre los deberes de todo hombre en el Estado en el cual disponía la obligación de respetar y obedecer a las leyes y a los magistrados y funcionarios.
Prevé la organización del gobierno sobre la base de la división de poderes y dispone que el Poder Legislativo sea ejercido por la Junta de Observación hasta la celebración del Congreso general. En cuanto al Poder Ejecutivo, reitera las normas vigentes, esto es su carácter unipersonal con el nombre de Director del Estado, con un mandato por un año y facultades restringidas. El Poder Judicial se establecía independiente de los otros poderes.
Disponía que fueran designados por elecciones populares el director del Estado,  los Diputados Representantes de las Provincias para el Congreso General, los Cabildos seculares de las Ciudades y Villas, los Gobernadores de Provincia y los miembros de la Junta de Observación.
En materia de derechos personales estableció que todo individuo arrestado debía ser puesto dentro de veinte y cuatro horas a disposición de los respectivos Magistrados de Justicia con toda la independencia que corresponde al Poder Judicial, pasándoles los motivos para su juzgamiento. También establecía la inviolabilidad de la correspondencia y diversas garantías para el supuesto que fuere necesaria su intercepción.
En el estatuto se incorpora por primera vez la representación de la campaña. En relación con el criterio de distribución de la cantidad de representantes por territorio, se establece que la cantidad sea en relación con la cantidad de habitantes, produciendo un cambio importante con respecto a la legislación anterior que asignaba un número fijo a cada agrupación territorial. 
En consonancia con la nueva concepción de soberanía el Estatuto establece las cualidades que deben poseer las personas para poder elegir. Tienen derecho a votar todo hombre libre, nativo o residente, mayor de 25 años. Este derecho lo pierden las personas que se las considera dependientes.

## Repercusión en las provincias
El Estatuto fue aceptado por Salta y por Tucumán, cuyos gobernadores eran, respectivamente Martín Miguel de Güemes y Bernabé Aráoz. En Cuyo, provincia que se había separado recientemente de Córdoba, y cuyo gobernador era José de San Martín, se aceptó al nuevo Director pero no se juró el Estatuto por considerar que había establecido un Poder Ejecutivo excesivamente débil. Artigas, si bien inicialmente aceptó al Director electo, terminó rechazando al mismo y al Estatuto cuando no se reconoció la segregación de Santa Fe como provincia autónoma. A la misma posición se adhirieron Córdoba, la Banda Oriental, Corrientes y Entre Ríos.